# Ordine di San Patrizio
L'Illustrissimo Ordine di San Patrizio (in inglese The Most Illustrious Order of Saint Patrick) è un ordine cavalleresco britannico, tradizionalmente riservato all'aristocrazia irlandese. Occupa il terzo posto tra le decorazioni britanniche, seguendo per dignità l'Ordine del Cardo ed è attualmente quiescente.
L'Ordine venne creato nel 1783 da re Giorgio III su richiesta dell'allora Lord Luogotenente, Lord Buckingham. La creazione regolare di cavalieri di San Patrizio continuò sino al 1922, quando gran parte dell'Irlanda divenne indipendente come Stato Libero d'Irlanda. Mentre l'Ordine continuò tecnicamente ad esistere, non sono più stati creati dei cavalieri dal 1936, e l'ultimo cavaliere, il principe Henry, duca di Gloucester, morì nel 1974. Re Carlo III, ad ogni modo, rimane Sovrano dell'Ordine ed il Ulster King of Arms (oggi combinato col Norroy King of Arms), continua ad esistere. San Patrizio è il patrono dell'ordine.
Il Regno Unito ha un ordine supremo per ogni sua parte costituente e pertanto quello di San Patrizio è quello competente all'Irlanda, equivalente all'Ordine della Giarrettiera in Inghilterra ed a quello del Cardo in Scozia.

## Storia

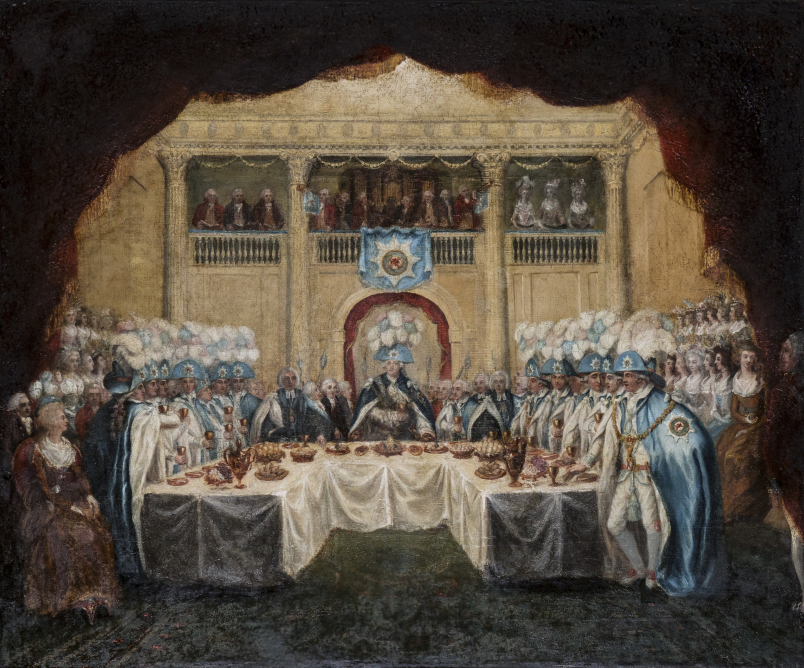
La cena della fondazione dell'Ordine che ebbe luogo il 17 marzo 1783 nella Great Hall del Castello di Dublino.

L'ordine venne istituito da re Giorgio III nel 1783, ad un anno dalla concessione all'Irlanda della sostanziale autonomia dalla corona britannica. Gli statuti ne prevedevano il conferimento a 16 cavalieri (re Giorgio IV nel 1833 aggiunse loro altri sei supplenti) ai quali era richiesta, come requisito fondamentale per l'ammissione, l'appartenenza alla nobiltà da almeno tre generazioni per parte di madre e di padre (criterio non previsto invece per l'accesso agli ordini della Giarrettiera e del Cardo, corrispondenti inglese e scozzese dell'ordine di San Patrizio).
Il sovrano del Regno Unito ne è il capo supremo e la carica di Gran Maestro è connessa all'ufficio di Lord Luogotenente d'Irlanda: comprende un'unica classe di 22 cavalieri ai quali possono aggiungersi, come membri soprannumerari dell'ordine, i principi della casa reale britannica e ad altri capi di Stato stranieri.
Il regolare conferimento delle decorazioni dell'Ordine è terminato con la nascita dello Stato Libero d'Irlanda nel 1922: l'ultimo insignito non appartenente alla famiglia reale fu James Hamilton, III duca di Abercorn proprio nel 1922, anno in cui lo stato irlandese si separò dal Regno Unito e pertanto il Consiglio Esecutivo irlandese capeggiato da W. T. Cosgrave decise di non fare ulteriori nomine relative all'Ordine. La corona inglese, dal canto suo, continuò il conferimento dell'onorificenza in quanto secondo la legge non vi era alcun impedimento, tanto più che una parte dell'Irlanda (l'Irlanda del Nord) continuava ad essere sottoposta alla sovranità britannica e per di più lo Stato Libero d'Irlanda continuava a riconoscere come proprio capo il sovrano del Regno Unito. Il governo inglese, ad ogni modo, riservò dopo il 1922 tale onorificenza unicamente ai membri della famiglia reale (nel 1927, l'allora principe di Galles, futuro Edoardo VIII, nel 1934 suo fratello minore Henry Windsor, duca di Gloucester, ed in infine nel 1936 il principe Alberto, duca di York). Nel 1937, ad ogni modo, lo Stato Libero d'Irlanda adottò ufficialmente una nuova costituzione, che pur non risolvendo queste problematiche manteneva ambiguo il ruolo del Regno Unito negli affari irlandesi. Tale ambiguità venne risolta dodici anni più tardi con la proclamazione della repubblica da parte dell'Irlanda ed il definitivo abbandono del Commonwealth.
Nel 1974 morì l'ultimo insignito, Henry Windsor, duca di Gloucester, figlio del re Giorgio V del Regno Unito, mentre nel 1961 era morto l'ultimo insignito non appartenente alla famiglia reale, il IX conte di Shaftesbury. Pur inattivo, l'Ordine non è mai stato ufficialmente soppresso.

### Possibile ripristino dell'Ordine
Il primo ministro Winston Churchill suggerì il ripristino dell'Ordine nel 1943 in riconoscenza del servizio prestato dal generale irlandese Sir Harold Alexander in Tunisia, ma l'opinione dei ministri di governo fu negativa in quanto essi ritenevano che questo atto avrebbe sbilanciato l'assetto diplomatico tra Londra e Dublino. Il Taoiseach Seán Lemass considerò il ripristino dell'Ordine negli anni '60, ma alla fine non prese tale decisione.
La Costituzione irlandese stabilisce che i "titoli nobiliari non possono essere conferiti dallo Stato" (Art. 40.2.1°) e che "nessun titolo di nobiltà od onorificenza sia accettata da un qualsiasi cittadino senza l'autorizzazione apposita del Governo" (Art. 40.2.2°). Gli esperti legali si sono ad ogni modo sempre divisi sull'interpretazione di tale clausola e in particolare sui conferimenti dell'Ordine di San Patrizio a cittadini irlandesi, in quanto alcuni hanno suggerito come la frase "titoli nobiliari" implichi anche la paria ereditaria o anche il conferimento di onori a vita come ad esempio il cavalierato. In qualunque caso, un cittadino irlandese necessiterebbe comunque dell'approvazione del governo irlandese per ricevere un'onorificenza da un capo di stato straniero, in particolare se si trattasse del Sovrano del Regno Unito.

## Composizione

### I membri

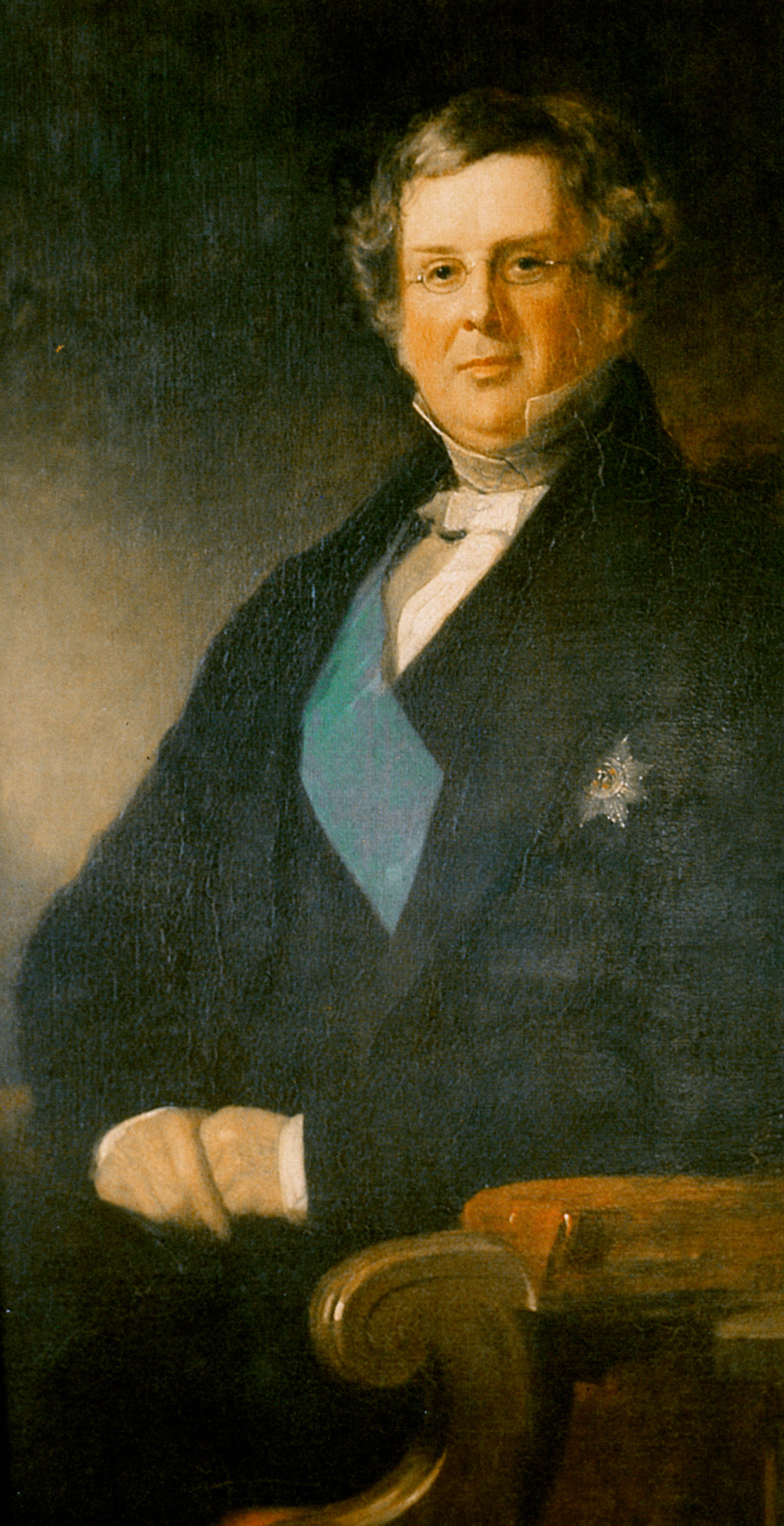
L'astronomo III conte di Rosse indossa la fascia e la stella dell'Ordine di San Patrizio

Il Sovrano del Regno Unito è il capo dell'Ordine di San Patrizio. Il Lord Luogotenente d'Irlanda, il rappresentante formale del Sovrano in Irlanda, ne era il Gran Maestro. L'incarico di Lord Luogotenente venne abolito ufficialmente nel 1922; l'ultimo Lord Luogotenente e Gran Maestro fu dunque il I visconte FitzAlan di Derwent. Gli statuti, inoltre, non prevedevano l'ammissione del Gran Maestro di diritto nelle file dell'Ordine e anche se alcuni Grandi Maestri furono ammessi a farne parte questa fu l'eccezione più che la regola.
L'Ordine originariamente era composto di quindici cavalieri più il sovrano. Nel 1821, ad ogni modo, re Giorgio IV nominò sei cavalieri ulteriori; emettendo una nota solo nel 1830 a tal proposito, variandone quindi ufficialmente il numero. Re Guglielmo IV cambiò formalmente gli statuti nel 1833 portando il numero a 22.
Gli statuti originali, basati prevalentemente su quelli dell'Ordine della Giarrettiera, prescrivevano che ogni vacanza fosse riempita dal Sovrano con la nomina di un nuovo membro. Ogni cavaliere poteva proporre a sua volta nove candidati ogni volta, dei quali tre dovevano avere il rango di conte o maggiori, tre il rango di barone o maggiori e tre del rango di cavaliere o maggiori. In pratica questo sistema non fu mai ad ogni modo utilizzato ed il Gran Maestro nominava direttamente i pari a cui di solito il Sovrano dava l'assenso regio grazie ad una riunione dei cavalieri dove venivano ufficializzate le nuove nomine. L'Ordine di San Patrizio però differiva dagli altri Ordini inglesi o scozzesi perché esso prevedeva l'ingresso solo ai pari o ai principi e ovviamente essi erano solo uomini in quanto anche le donne (esclusi i sovrani) vennero ammesse a far parte degli altri due Ordini solo nel 1987. L'unica donna che venne ammessa nell'Ordine di San Patrizio fu la Regina Vittoria, appunto come Sovrano dell'Ordine stesso. L'Ordine fu a più riprese associato alla fondazione della Chiesa d'Irlanda e pertanto spesso questo Ordine venne riservato ai cattolici irlandesi.

### Gli ufficiali
L'Ordine di San Patrizio aveva inizialmente tredici ufficiali per il suo funzionamento: un prelato, un cancelliere, un registratore, un usciere, un segretario, un genealogista, un Re d'Armi, due araldi con quattro vice. Molti di questi ufficiali erano uomini del clero della Chiesa d'Irlanda. Dopo l'abolizione della Chiesa d'Irlanda nel 1871, agli ecclesiastici venne permesso di rimanere in servizio sino alla loro morte, quando gli incarichi sarebbero passati a dei laici.

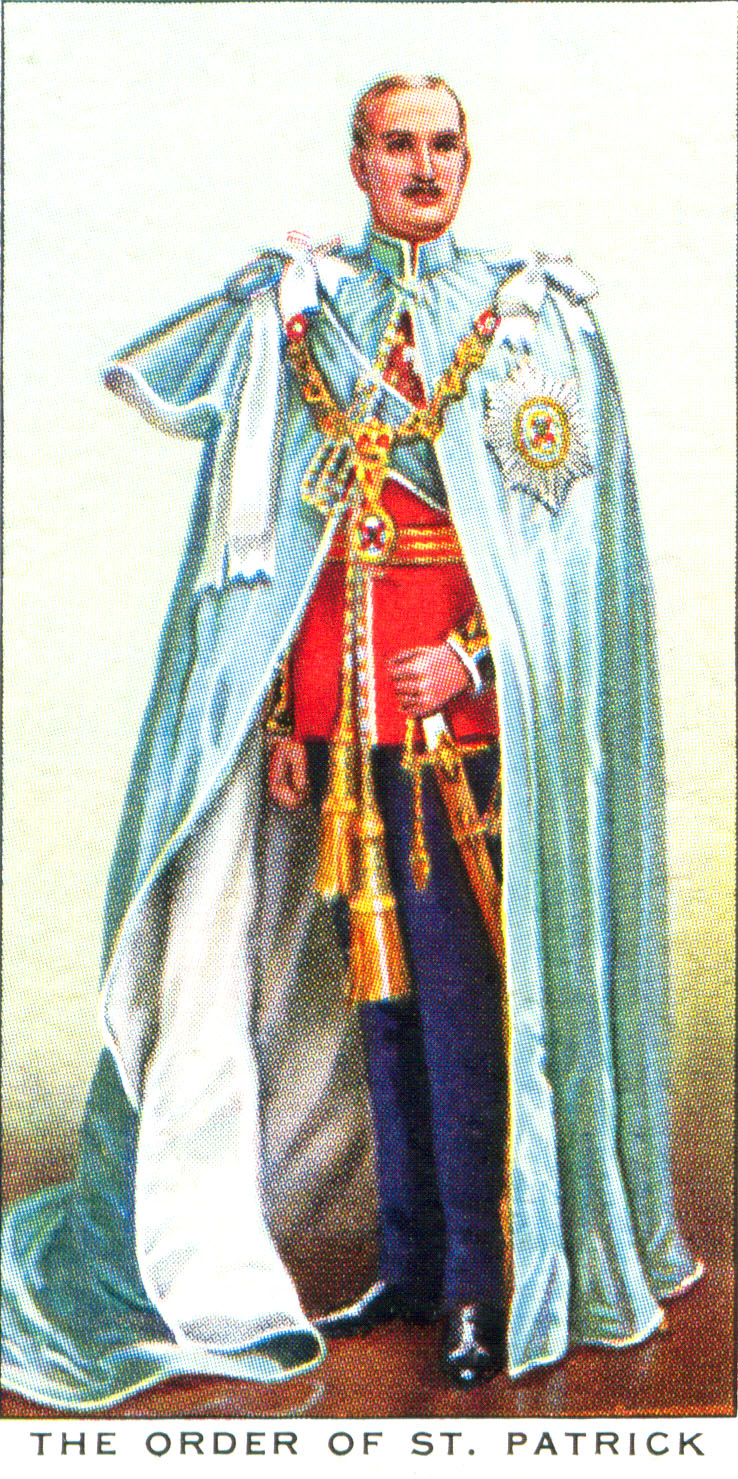
Tipico abbigliamento di un cavaliere dell'Ordine di San Patrizio

La carica di Prelato era rivestita dall'Arcivescovo di Armagh, il più importante ecclesiastico della Chiesa d'Irlanda, avendo il titolo di "Primate di Tutta l'Irlanda".
Tale carica, pur non menzionata negli statuti originali, venne creata poco dopo, pare, su richiesta dello stesso arcivescovo. Dalla morte dell'ultimo detentore di tale carica nel 1885, l'incarico è rimasto vacante.
La seconda carica più alta della Chiesa d'Irlanda era quella dell'Arcivescovo di Dublino, "Primate d'Irlanda", che originariamente serviva come Cancelliere dell'Ordine. Dal 1886 in poi, l'incarico venne invece concesso al Chief Secretary for Ireland. Dall'abolizione di tale incarico nel 1922, l'incarico è rimasto vacante.
Il decano della Cattedrale di San Patrizio a Dublino era originariamente destinato ad essere il Registratore dell'Ordine. Nel 1890, alla morte del decano in carica, essa venne concessa al Re d'Armi dell'Ordine. Questa posizione a sua volta venne ricoperta dall'Ulster King of Arms, il principale ufficiale araldico d'Irlanda sin dal 1552. Nel 1943, questo incarico venne a tutti gli effetti diviso in due, riflettendo la partizione dell'Irlanda stabilita dal Government of Ireland Act, 1920. La posizione collegata all'Irlanda del Nord venne combinata con quella del Norroy King of Arms. Ancora oggi l'incarico di Norroy and Ulster King of Arms esiste e continua ad essere il Re d'Armi dell'Ordine.
L'Ordine di San Patrizio dispone di sei ufficiali araldici, più di qualsiasi altro Ordine britannico. Due araldi sono noti come Araldo di Cork e Araldo di Dublino. I vice non hanno un titolo specifico ad eccezione del quarto di essi che è indicato come Athlone Pursuivant, incarico istituito nel 1552.
L'Uscere dell'Ordine era il Black Rod, distinto dalla sua controparte inglese in quanto aveva specifici incarichi presso la Camera dei Lord irlandese. In Irlanda tale incarico è stato reso vacante dal 1933.
Gli incarichi di Segretario e Genealogista erano originariamente detenuti dal membri della Camera dei Comuni irlandese. L'incarico di Segretario è vacante dal 1926. La posizione del Genealogista, vacante nel 1885, venne ripristinata nel 1889 ma resa nuovamente vacante dal 1930.

### Attuali membri ed ufficiali
- Sovrano: Carlo III del Regno Unito
- Ufficiali: Registratore e Re d'Arme: Timothy Duke (Norroy and Ulster King of Arms)
- Membri: Nessuno

## Paramenti

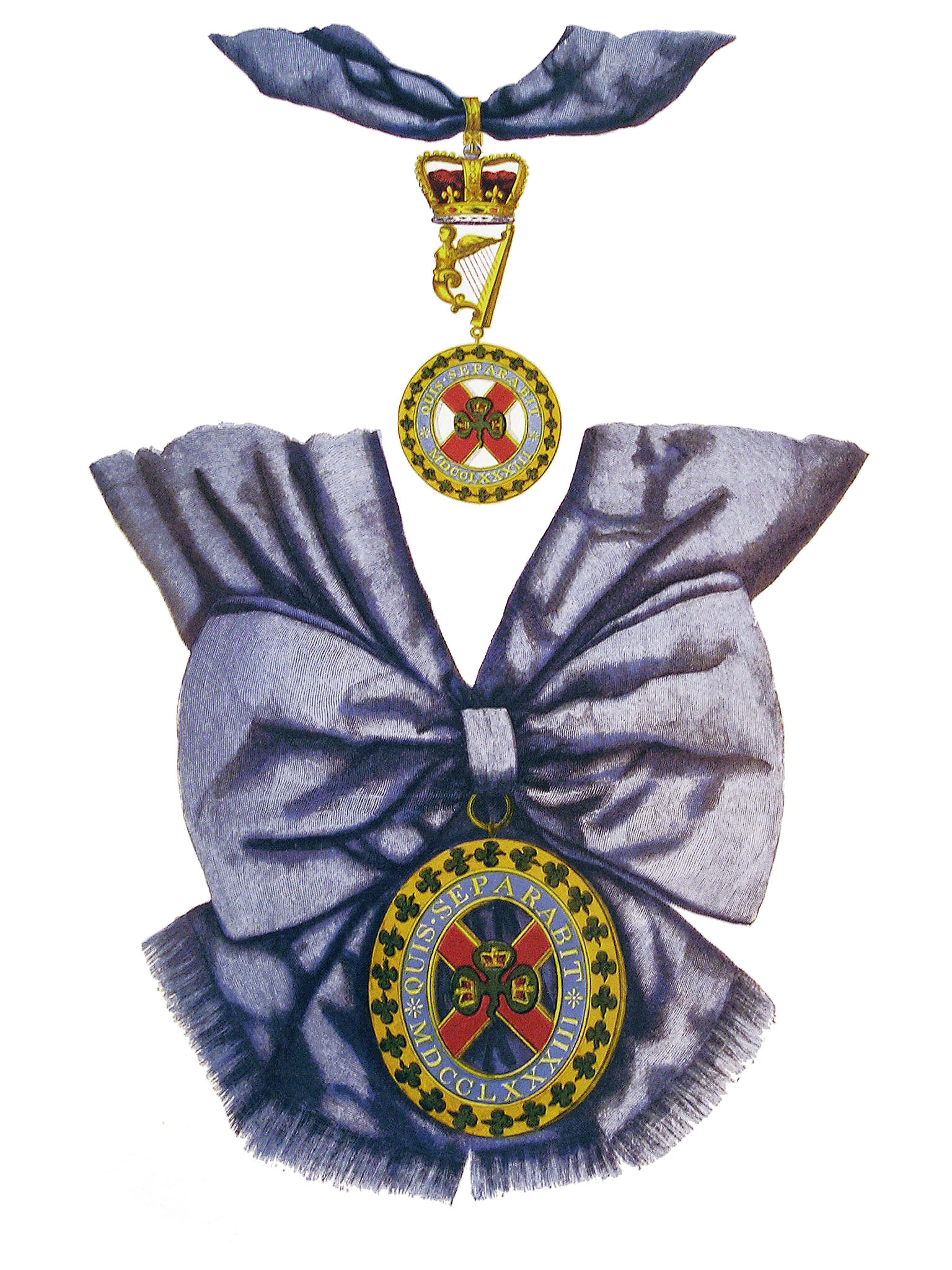
Fascia dell'ordine.

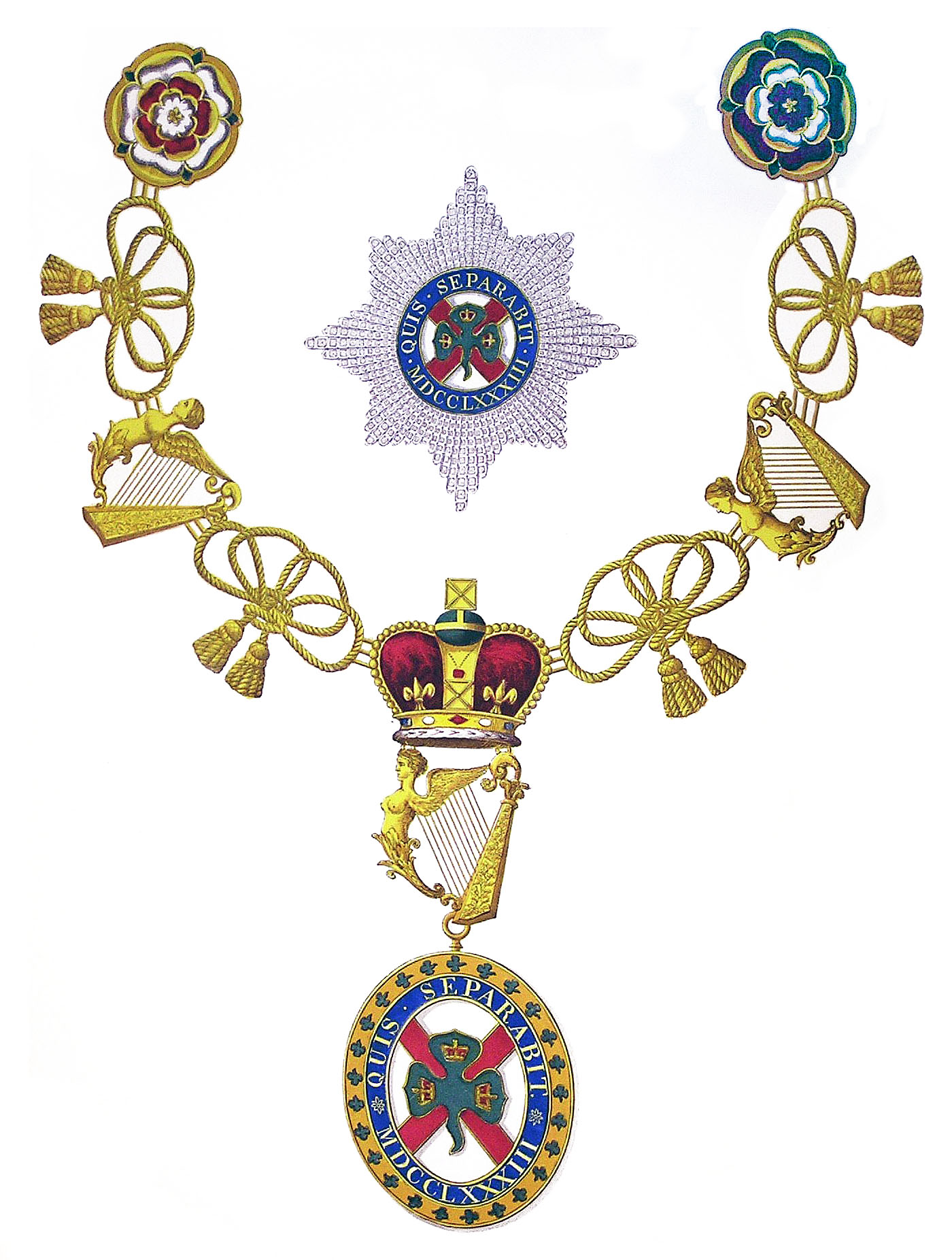
Collare e insegna di cavaliere dell'Ordine

Per occasioni solenni come l'incoronazione di un monarca o le cerimonie d'investitura di nuovi membri dell'Ordine, i cavalieri di San Patrizio indossavano un costume elaborato, composto da una serie di elementi distintivi:
- Il mantello color celeste e foderato di seta bianca. La stella dell'Ordine (vedi poi) era rappresentata sulla parte sinistra del mantello.[19]
- Il cappello dell'Ordine era originariamente di satin bianco, foderato di blu, ma venne mutato nella versione in velluto nero da Giorgio IV. Era piumato da tre piume di struzzo, una rossa, una bianca e una blu.[19]
- Il collare d'oro formato da rose tudoriane ed arpe gaeliche alternate unite da nodi, o appesa a un nastro azzurro portato ad armacollo sulla spalla destra. Appeso al collare si trova l'insegna dell'Ordine (vedi poi).

Il collare veniva indossato anche durante i cosiddetti "collar days" designati dal sovrano, eventi nei quali detto collare era indossato sopra uniformi militari e vestiti formali o vestiti da sera.
Oltre alle occasioni particolari, ad ogni modo, era usato un vestiario più semplice nelle occasioni meno solenni:
- La stella dell'Ordine, raggiante di otto punti, coi quattro punti cardinali più lunghi. Al centro si trovava il motto, l'anno di fondazione ed il disegno dell'insegna dell'Ordine. La stella era indossata sulla parte sinistra del petto.
- La fascia di celeste portata dalla spalla destra al fianco sinistro.[20]
- L'insegna solitamente agganciata alla fascia, sul fianco sinistro. Realizzata in oro, riportava uno scudo ovale d'oro con una croce di san Patrizio (rossa, con gli assi posti in decusse, in campo bianco) caricato di un trifoglio (simbolo nazionale dell'irlanda) con tre corone reali, cinto dal motto latino Quis separabit? ("Chi ci separerà [dunque dall'amore di Cristo]?" (cfr. Rm 8,3) e dalla cifra MDCCLXXXIII (1783, l'anno di fondazione dell'ordine).[20]

Le insegne del Gran Maestro erano del tutto simili a quelle dei vari cavalieri. Nel 1831, ad ogni modo, re Guglielmo IV offrì al Gran Maestro una stella e un'insegna composta da rubini, smeraldi e diamanti brasiliani. Queste insegne vennero designate come "Gioielli della Corona" dagli statuti dell'Ordine del 1905 e presero quindi la designazione di "Gioielli della corona irlandese" in quanto venivano trasmessi da Gran Maestro a Gran Maestro, ma vennero rubati nel 1907 assieme ai collari di cinque cavalieri e ancora oggi non sono stati ritrovati.
Un gran numero di oggetti relativi all'Ordine di San Patrizio sono oggi esposti nei musei della Repubblica d'Irlanda e dell'Irlanda del Nord. Le vesti del IV barone Clonbrock, il 122° cavaliere dell'Ordine, sono in mostra al National Museum of Ireland di Dublino; la veste appartenuta al III conte di Kilmorey si trova al Newry Museum; la National Gallery ed il Genealogical Museum di Dublino hanno entrambi delle stelle dell'Ordine; l'Ulster Museum (parte dei National Museums and Galleries of Northern Ireland) a Stranmillis hanno ben due mantelli ed una vasta collezione di oggetti. Le Irish Guards hanno preso il loro simbolo e motto da quelli dell'Ordine.

## Cappella e cancelleria dell'Ordine

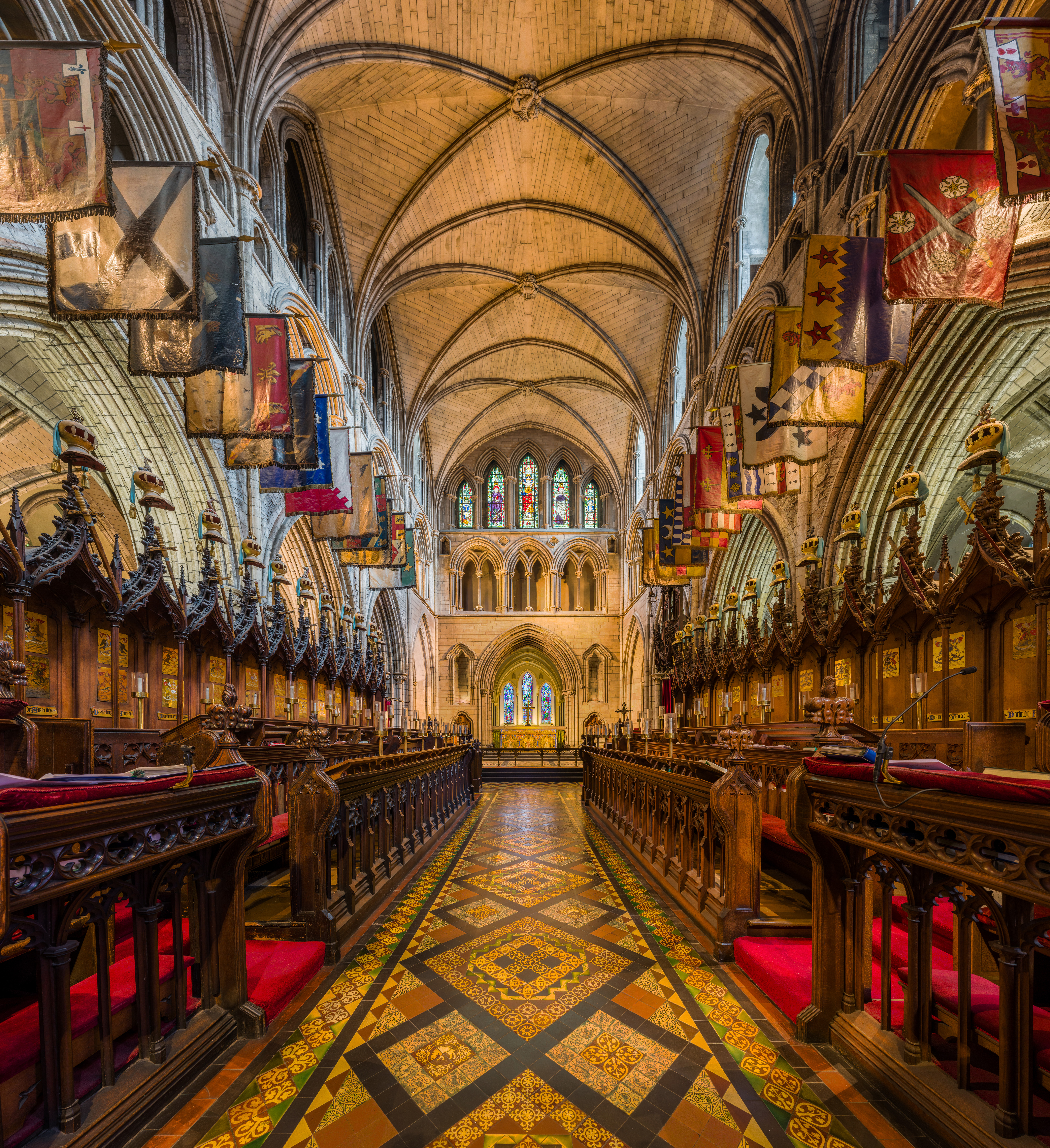
La Cattedrale di San Patrizio, cappella ufficiale dell'Ordine omonimo.

La cappella dell'Ordine era originariamente la Cattedrale di San Patrizio a Dublino. Ciascun membro dell'Ordine, incluso il Sovrano, aveva un proprio stallo nel coro della cappella, sopra il quale si trovavano le sue insegne araldiche. Appeso sopra lo stallo vi è un elmo da cavaliere decorato coi colori dello stemma e sormontato da un'impresa. Sopra l'elmo è appesa la bandiera d'arme del cavaliere con il proprio stemma. Sullo stallo si trova una targhetta in ottone con il nome del titolare, lo stemma e la data di ammissione all'Ordine. Alla morte del cavaliere in questione, tutti gli elementi che lo riguardavano venivano rimossi e sostituiti con quello del successore. Dopo l'abolizione della Chiesa d'Irlanda nel 1871, la Cappella cessò di essere utilizzata per questo scopo; le insegne araldiche degli ultimi cavalieri dell'epoca vennero lasciate al loro posto per intervento diretto della Regina Vittoria.
L'Ordine rimase senza un luogo per le cerimonie sino al 1881 quando venne scelto per questo scopo la Great Hall, chiamata ufficialmente St. Patrick's Hall, nel Castello di Dublino. Con la fondazione dello Stato Libero d'Irlanda le bandiere vennero rimosse. La sala venne ridecorata nel 1962 e venne stabilito di rimettere al loro posto le bandiere dei cavalieri membri dell'Ordine nel 1922. Le bandiere ancora esistenti vennero riparate mentre quelle distrutte vennero ricreate e ancora oggi si possono ammirare sul posto. La sala era usata anche come cancelleria dell'Ordine dal momento che qui si tenevano anche le cerimonie di conferimento, spesso nel giorno di San Patrizio con, a seguire, un banchetto ufficiale. La sala è oggi utilizzata per l'inaugurazione del Presidente della Repubblica d'Irlanda.

## Precedenza e privilegi

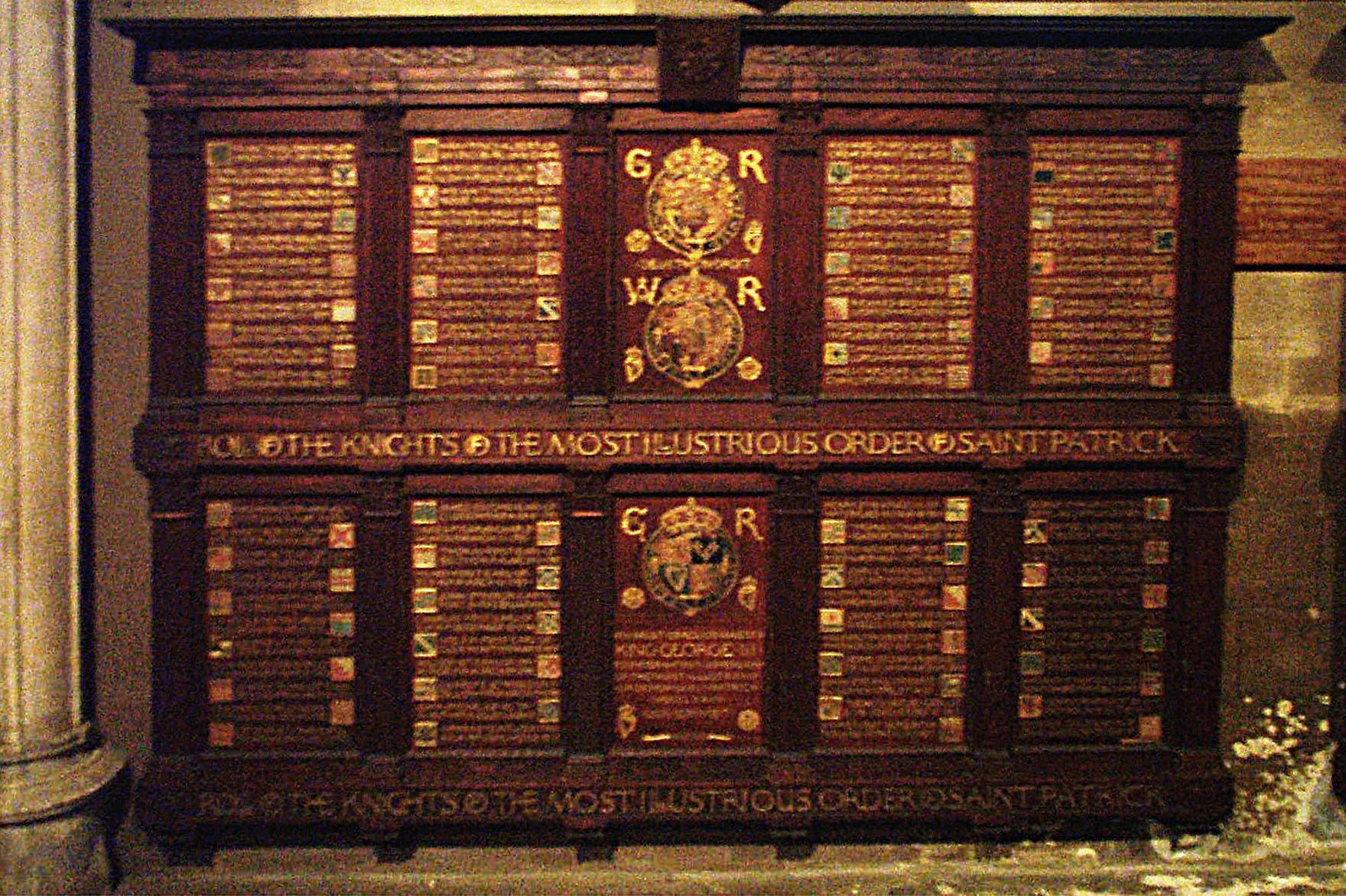
Un pannello riportante alcuni nomi dei membri dell'Ordine di San Patrizio nella cattedrale di Dublino.

Dal momento che per accedere all'Ordine di San Patrizio era necessario essere perlomeno cavalieri e quindi d'alto rango, la concessione di veri e propri privilegi per i suoi appartenenti fu oggetto di dibattito. Come ogni cavaliere, ogni membro dell'Ordine poteva usare il prefisso "Sir", ma essi venivano solitamente chiamati coi loro titoli nobiliari. Pur godendo poi di una precedenza, le posizioni interne erano regolate sul valore della dignità delle differenti parie.
I cavalieri potevano utilizzare le lettere post-nominali "KP" (Knight (of) Patrick) ed erano autorizzati a circondare le proprie armi col collare dell'Ordine.